# Список сторонников Василия Шуйского
Основная статья Василий IV Шуйский
Список сторонников царя Василия Шуйского — письменный памятник содержащий перечень высших должностных лиц, приверженцев царя Василия Шуйского (1606-1610). 
В конце (30-х) XIX века, историк С.В. Соловьёв привёз из Швеции коллекцию документов XVI — XVIII веков, которую продал Археографической комиссии. Наиболее интересные материала в скором времени были опубликованы в изданиях комиссии.
Русские люди начала XVII века не вели дневников, почти не писали воспоминаний. В источниках довольно редкими были характеристики политических деятелей той поры, поэтому исследователи сразу же обратили внимание на небольшой фрагмент документа без начала и конца, который содержал перечень и краткие характеристики дьяков московский приказов — приверженцев царя Василия Шуйского. Данные документы широко использовались в работах по истории Смутного времени.
В современное время, в Российский Государственный архив древних актов поступил микрофильм русских материалов XVI — XVIII веков из Шведского государственного архива в Стокгольме, среди которых имеется документ, озаглавленный: "Московского государства ушники, которые Московское государство в разорение и смуту приводили....". Памятник, как и отрывок из коллекции С.В. Соловьёва, содержит перечень высших должностных лиц, приверженцев царя.
Анализируя документ по почерку и осведомлённости автора, исследователи пришли к выводу, что документ написан одним из московских дьяков или подьячих в скором времени после свержения царя Василия Шуйского. Автор памятника, как видно из его слов, не занимал высокого положения в администрации Шуйского и стремился выслужиться при новом царе Владиславе. Он старательно перечислил всех приспешников бывшего царя, дал их краткие характеристики и упомянул об их тайных делах. На обороте документа помета на польском языке рукою канцлера Льва Ивановича Сапеги: "Список панов московских, которые где бывали в делах и которые где служили..."

## Список Московского государства "ушников"
Московского государства "ушники" (ближайшие советники), которые в разорение и смуту при князе Василии Шуйском ему советовали, королю челом не били, и королевича на царство не хотели и казну царскую много тратили, а тех людей которые на Московское государство хотели королевича Владислава Жигимонтовича, губили и доносили князю Василию Шуйскому и по их доносам беду всякую принимали и имения своего и жалования лишалися.
| Фамилия, имя, Отчество                       | Примечания |
| -------------------------------------------- | --- |
| Буйносов Иван Петрович                       | Шурин князя Василия Шуйского, сидел у кушанья |
| Бутурлин Василий Иванович                    | А такого вора и довотчика (доносчика) нет и на отца своего родного доводил |
| Бутурлин Иван Матвеевич                      | Московский дворянин, с детьми своими, тайный гонец с Москвы в Можайск к князю Дмитрию Шуйскому гонял и от князя Дмитрия из Можайска к Москве к Шуйскому гонял |
| Всеволодский Родион Власьевич                | Владимирец, шептун, послан от Шуйского в воеводы на Холмогоры денег собирать |
| Енщин Юрий                                   | Стольник |
| Куракин Иван Семёнович                       | Князь, боярин |
| Куракин Василий Семёнович                    | Князь, стольник |
| Измайлов Артемий Васильевич                  | Был у воровских дел у Шуйского |
| Измайлов Тимофей Васильевич                  | Отливошный чашник |
| Измайлов Иван Васильевич                     | Спальник, был у Шуйского у чародеев и у кореньщиков, ближе его и не было. |
| Измайлов Василий Андреевич                   | Братья его и племянники ближние стряпчие. |
| Лыков Борис Михайлович                       | Князь, боярин |
| Львов Алексей Петрович                       | Князь, великий шептун и нанозчик (доносчик) Шуйскому |
| Мезецкой Данила Иванович                     | Князь, окольничий |
| Одоевский Иван Михайлович                    | Князь, был у Шуйского шептуном. |
| Ододуров Иванис Григорьевич                  | Постельничий, А такого вора и на Москве нет. И по немец у Шуйского напросился и немец к Москве привёл и умыслив с Измайловым и с князем Данилом Мезецким и Василием Сукиным и с Василием Бутурлиным по приказу Шуйского и братья его, чтобы опять сидеть на Москве князю Василию Шуйскому, а не хотят государя нашего королевича, говорил и вмещал на Москве во многие люди: "Государь наш князь Василий не пострижен" и брат его Григорий тож говорил. |
| Прозоровский Семён Васильевич                | Князь, кравчий |
| Сукин Василий Борисович                      | Думный дворянин, сидел в Челобитном избе и людей в тайне сажал в воду по Шуйскому велению и сам замышлял |
| Сумин Ларка                                  | У Шуйского в комнате у крюка |
| Хворостин Григорий Фёдорович                 | Князь, и сам и мать были у Шуйского великие шептуны |
| Чемчюгов Иван Никифорович                    | Думный дворянин, у царицы за кушаньем сидел и царице брат. |
| Дьяки                                        | |
| Бегичев Михаил                               | Дьяк, смоленский сын боярский, а дьячество ему дано за шептание. |
| Голенищев Филип                              | Дворцовые дьяки, злые шептуны |
| Голенищев Афиноген                           | Дворцовые дьяки, злые шептуны |
| Новокрещенов Николай Никитич                 | Поместный дьяк |
| Елизаров Григорий                            | Сидел в Новгородской четверти, сам еретик и еритики ему приказаны. Да у него ж многая Государева казна и ведает, где казна кому роздана и разхоронена |
| Ефимьев Семён                                | Сидел с ними же и умышлял заодно. |
| Луговской Томило Юдин                        | Сидит в Новгородском разряде |
| Телепнёв Василий Григорьевич                 | Сидит в Посольском приказе |
| Шапилов Алексей Захарьевич                   | Сидел в Казанском дворце с князем Дмитрием Шуйским, в походе стояли против государя с князем Дмитрием же. |
| Янов Василий Осипович                        | Дьяк, Шуйскому по жене племя (родственник), сидит в Московском разряде |
| Окончание документа утрачено или не найдено. | |